# Усачик серый бедренный
Усачик серый бедренный (лат. Leiopus femoratus) — жук из семейства усачей и подсемейства ламиин (Lamiinae). Взрослых жуков можно встретить с апреля по июль.

## Описание
Жук маленьких размеров, длиной всего от 5 до 8 мм.

## Распространение
Распространён во Франции, в Болгарии, Турции, на севере Ирана, на Кавказе и на юге России.

## Экология и местообитания
Жизненный цикл длится от года до двух. Кормовыми растениями личинки являются лиственные деревья видов: каштан (Castanea), граб (Carpinus), орех (Juglans), фикус (Ficus), липа (Tilia), и другие.

## Вариетет
- Leiopus femoratus var. caspius (Ganglbauer, 1884)[1]
- Leiopus femoratus var. pachymerus (Ganglbauer, 1884)[1]